# Cagayancillo
Cagayancillo ist eine philippinische Stadtgemeinde in der Provinz Palawan. Sie hat 6285 Einwohner (Zensus 1. August 2015). Zur Gemeinde gehören neben der Hauptinsel Cagayan Island unter anderem auch Calusa Island (18 Kilometer im Westen, zum Barangay Magsaysay gehörig) und das 123 Kilometer südwestlich gelegene Tubbataha-Riff.

## Baranggays
Cagayancillo ist politisch in zwölf Baranggays unterteilt.
- Bantayan (Pob.)
- Calsada (Pob.)
- Convento (Pob.)
- Lipot North (Pob.)
- Lipot South (Pob.)
- Magsaysay
- Mampio
- Nusa
- Santa Cruz
- Tacas (Pob.)
- Talaga
- Wahig (Pob.)